# Gem Lake (Minnesota)
Gem Lake es una ciudad ubicada en el condado de Ramsey en el estado estadounidense de Minnesota. En el Censo de 2010 tenía una población de 393 habitantes y una densidad poblacional de 132,99 personas por km².

## Geografía
Gem Lake se encuentra ubicada en las coordenadas 45°3′40″N 93°2′17″O / 45.06111, -93.03806. Según la Oficina del Censo de los Estados Unidos, Gem Lake tiene una superficie total de 2.96 km², de la cual 2.8 km² corresponden a tierra firme y (5.35%) 0.16 km² es agua.

## Demografía
Según el censo de 2010, había 393 personas residiendo en Gem Lake. La densidad de población era de 132,99 hab./km². De los 393 habitantes, Gem Lake estaba compuesto por el 93.13% blancos, el 0% eran afroamericanos, el 0% eran amerindios, el 5.09% eran asiáticos, el 0% eran isleños del Pacífico, el 1.02% eran de otras razas y el 0.76% pertenecían a dos o más razas. Del total de la población el 2.54% eran hispanos o latinos de cualquier raza.